# Tass Olga
Tass Olga, Lemhényi Dezsőné (Pécs, 1929. március 28. – Budapest, 2020. július 10.) olimpiai bajnok tornász, edző. Négy olimpián vett részt, ahol összesen hat érmet szerzett, egy aranyat, három ezüstöt, és két bronzot. Férje Lemhényi Dezső olimpiai bajnok vízilabdázó volt.

## Sportpályafutása
1941-től a Pécsi EAC, 1947-től a TFSE (Testnevelési Főiskola Sport Egylet), 1951-től a Budapesti Honvéd, 1957-től a Budapesti Spartacus, 1959-től a Budapesti Vasas tornásza volt. 1948-tól 1960-ig szerepelt a magyar válogatottban. Jelentős része volt abban, hogy az ötvenes években a magyar női tornászsport a világ élvonalába tartozott. 1948-ban az olimpián második volt csapatban. 1949-ben és 1951-ben a főiskolai világbajnokságon lett második csapatban. 1952-ben összetett csapatban második, kéziszer csapatban harmadik lett az olimpián. Ugyanitt gerendán és talajon hetedik, egyéni összetettben 11. volt.
1954-ben a római világbajnokságon kéziszer csapatban arany-, összetett csapatban ezüstérmet nyert. Az 1954. évi budapesti főiskolai világbajnokságon kilenc számban – köztük hat egyéni számban – nyert érmet. Az 1956. évi olimpián tagja volt a Bodó Andrea, Keleti Ágnes, Kertész Alíz, Korondi Margit, Köteles Erzsébet, Tass Olga összeállítású bajnoki címet nyert magyar kéziszer csapatnak. Csapatban második, lúugrásban harmadik volt. Egyéni összetettben negyedik, felemás korláton hatodik, talajon és gerendán hetedik lett.
Az 1957-es Európa-bajnokságon egyéni összetettben, gerendán és lóugrásban negyedik helyezést ért el. Az 1958-as világbajnokságon csapatban ötödik, gerendán kilencedik, egyéni összetettben tizedik volt. Az 1959-es Európa-bajnokságon talajon ötödik, egyéni összetettben kilencedik helyen végzett. Az 1960. évi római olimpián csapatban hetedik volt. Ezt követően visszavonult.

## Sporteredményei
- olimpiai bajnok (kéziszer, csapat: 1956)
- háromszoros olimpiai 2. helyezett (összetett, csapat: 1948, 1952, 1956)
- kétszeres olimpiai 3. helyezett (lóugrás: 1956; kéziszer, csapat: 1952)
- olimpiai 4. helyezett (összetett egyéni: 1956)
- olimpiai 6. helyezett (felemás korlát: 1956)
- világbajnok (kéziszer, csapat: 1954)
- világbajnoki 2. helyezett (összetett csapat: 1954)
- háromszoros főiskolai világbajnok (1954: felemás korlát, egyéni; felemás korlát, csapat; talaj, csapat)
- négyszeres főiskolai világbajnoki 2. helyezett (1954 összetett, egyéni; gerenda; lóugrás; összetett csapat)
- kétszeres főiskolai világbajnoki 3. helyezett (1954: lóugrás, egyéni; talaj, egyéni)

## Edzői pályafutása
1951-ben a Testnevelési Főiskolán tanári, 1978-ban torna szakedzői, majd 1981-ben torna mesteredzői oklevelet szerzett. 1960-tól 1961-ig az Újpesti Dózsa, 1961-től 1968-ig a francia tornászválogatott edzője volt. Hazatérése után a Testnevelési Főiskola tanára, a magyar női tornászválogatott és a Vasas, majd a Budapesti Honvéd edzője lett. 1979-től 1989-ig nemzetközi pontozóbíró volt. 1981-től a magyar szövetség szakfelügyelője volt.

## Halála
2020. július 10-én, 91 éves korában hunyt el. Temetése július 28-án volt a Farkasréti temetőben.

## Szakirodalmi munkássága
- Lemhényiné Tass Olga: Gimnasztika, művészi torna, mozdulatművészet a testi, lelki, szellemi egészségért; ill. Kőszeghy Csilla, fotó Ament Gellért, Botár Gergely; Semmelweis, Bp., 2007 + CD

## Díjai, elismerései
- Magyar Köztársasági Sportérdemérem ezüst fokozat (1949)[5]
- Magyar Népköztársasági Sportérdemérem ezüst fokozat (1951)[6]
- A Magyar Népköztársaság kiváló sportolója (1951)[7]
- A Magyar Népköztársaság Érdemes Sportolója (1954)[8]
- A Magyar Köztársasági Érdemrend középkeresztje (1996)
- MOB nők a sportban-díj (életmű kategória) (2008)
- Elnöki Érdemérem (2011)
- Magyar Tornasportért díj (2011)